# Dicranomyia venustior
Dicranomyia venustior är en tvåvingeart som först beskrevs av Alexander 1950.  Dicranomyia venustior ingår i släktet Dicranomyia och familjen småharkrankar. Inga underarter finns listade i Catalogue of Life.